# Migdałowiec
Migdałowiec, migdał, migdałek (Amygdalus L. ≡ Prunus subgen. Amygdalus) – rodzaj, podrodzaj lub sekcja (w zależności od ujęcia klasyfikacyjnego) roślin z rodziny różowatych. Ze względu na zagnieżdżenie w obrębie rodzaju śliwa Prunus zwykle wyróżniany w randze podrodzaju lub sekcji, co oznacza, że gatunki zaliczane są do rodzaju śliwa (Prunus). 
Zaliczane tu gatunki mają duże znaczenie ekonomiczne i są uprawiane jako owocowe i ozdobne. W Polsce uprawiane są:
- migdałowiec karłowaty Amygdalus nana L. ≡ Prunus tenella Batsch[5][6]
- migdałowiec pospolity Amygdalus communis L. ≡ Prunus dulcis (Mill.) D.A.Webb[5], Prunus amygdalus Batsch[6]
- migdałowiec trójklapowy Amygdalus triloba Ricker ≡ Prunus triloba Lindl.[5]

## Systematyka
Pozycja systematyczna
Rodzaj Amygdalus wyróżniony został w 1700 przez de Tourneforta na podstawie różnic w budowie owoców między tymi roślinami oraz rodzajami: Armeniaca, Cerasus, Laurocerasus, Persica i Prunus. Klasyfikacja ta częściowo została przyjęta przez Linneusza, który w 1753 wyróżnił trzy, a w 1754 cztery rodzaje: Amygdalus, Cerasus, Prunus i Padus. Kolejni taksonomowie uzupełniali tę listę, wyróżniając nowe rodzaje lub łączyli je w różny sposób. Po raz pierwszy pomysł scalenia wszystkich gatunków w jeden rodzaj Prunus opublikowany został przez Benthama i Hookera w 1865. Szeroko zaakceptowana została klasyfikacja Rehdera z 1940 umieszczająca Amygdalus w obrębie rodzaju Prunus jako jeden z pięciu podrodzajów. Podrodzaj Amygdalus tworzy wspólny klad z podrodzajem Prunus, w którym zagnieżdżona jest m.in. jedna z sekcji wcześniej klasyfikowana w podrodzaju Cerasus. W obrębie podrodzaju wyróżniane są dwie sekcje – Amygdalus (migdałowiec w wąskim znaczeniu) i Persica – brzoskwinia. Analizy molekularne i morfologiczne wskazują na konieczność wyłączenia z sekcji Amygdalus gatunków tradycyjnie tu włączanych takich jak – migdałowiec karłowaty P. tenella, migdałowiec trójklapowy P. triloba, P. petunnikowii  i P. pedunculata. Gatunki te zagnieżdżone są w obrębie siostrzanego podrodzaju Prunus.
Podrodzaj Amygdalus:

- Prunus arabica (Olivier) Meikle
- Prunus argentea (Lam.) Rehder
- Prunus brahuica (Boiss.) Aitch. & Hemsl.
- Prunus bucharica (Korsh.) Hand.-Mazz.
- Prunus carduchorum (Bornm.) Meikle
- Prunus cercocarpifolia Villareal
- Prunus davidiana (Carrière) Franch. – brzoskwinia Davida
- Prunus dulcis (Mill.) D.A.Webb – migdałowiec pospolity, śliwa migdał
- Prunus eburnea (Spach) Aitch.
- Prunus elaeagrifolia (Spach) A. E. Murray
- Prunus eremophila Prigge
- Prunus erioclada Bornm.
- Prunus fenzliana Fritsch
- Prunus ferganensis (Kostov & Rjabov) Kovalev & Kostov – brzoskwinia fergańska
- Prunus haussknechtii C.K.Schneid.
- Prunus havardii (W.Wight) S.C.Mason
- Prunus kansuensis Rehder
- Prunus korshinskyi Hand.-Mazz.
- Prunus kotschyi (Boiss. & Hohen.) Meikle
- Prunus kuramica (Korsh.) Kitam.
- Prunus lycioides (Spach) C.K.Schneid.
- Prunus microphylla (Kunth) Hemsl.
- Prunus minutiflora Engelm. ex A.Gray
- Prunus mira Koehne – brzoskwinia dziwna
- Prunus mongolica Maxim.
- Prunus pedunculata (Pall.) Maxim.
- Prunus persica (L.) Batsch – brzoskwinia zwyczajna
- Prunus ×persicoides (Ser.) M. Vilm. & Bois
- Prunus petunnikowii (Litv.) Rehder
- Prunus scoparia (Spach) C.K.Schneid.
- Prunus spinosissima (Bunge) Franch.
- Prunus tangutica (Batalin) Koehne
- Prunus tenella Batsch – migdałowiec karłowaty
- Prunus texana D.Dietr.
- Prunus trichamygdalus Hand.-Mazz.
- Prunus triloba Lindl. – migdałowiec trójklapowy
- Prunus turcomanica (Lincz.) Kitam.
- Prunus webbii (Spach) Vierh.